# Super Bowl XXXIV
A Super Bowl XXXIV az 1999-es NFL-szezon döntője volt. A mérkőzést Georgia Domeban, Atlantában játszották 2000. január 30-án. A mérkőzést a St. Louis Rams nyerte.
A televíziós 30 másodperces reklám költsége átlépte a kétmillió dollárt.

## A döntő résztvevői
A St. Louis Rams 13–3-as teljesítménnyel végzett az alapszakaszban, és az NFC első kiemeltjeként került a rájátszásba. Erőnyerőként csak a konferencia-elődöntőben kapcsolódott be, ahol a Minnesota Vikingst verte a konferencia-elődöntőben, majd a Tampa Bay Buccaneerst is otthon győzte le a konferencia-döntőben. A Rams másodszor játszhatott a Super Bowlért. Az elsőt még 1980-ban játszotta Los Angeles Rams néven, azt a döntőt elvesztette.
A Tennessee Titans is 13–3-as teljesítménnyel végzett az alapszakaszban, de a saját divíziójában csak a második helyen végzett. Így az AFC negyedikjeként jutott a rájátszásba. A wild-card fordulóban a Buffalo Billst győzte le otthon. Ezt követően idegenben győzött a második kiemelt Indianapolis Colts ellen a konferencia-elődöntőben, és idegenben győzte le az első kiemelt Jacksonville Jaguarst a konferencia-döntőben. A Titans először játszott Super Bowlt.

## A mérkőzés
A mérkőzést 23–16-ra a St. Louis Rams nyerte, amely első Super Bowl-győzelmét szerezte. A legértékesebb játékos a Rams irányítója, Kurt Warner lett. A mérkőzés utolsó játéka emlékezetes maradt.
A mérkőzés vége előtt 6 másodperccel a Rams vezetett 23–16-ra, a Titans 10 yardra volt a Rams célterületétől. A Titans időt kért. A Titansnak az volt a célja, hogy döntetlenre mentse a mérkőzést, egy touchdownnal és a jutalomrúgással egyenlített volna. Az utolsó játékban a Titans irányítója, Steve McNair Kevin Dysonnak passzolta a labdát, azonban a Rams linebackere Mike Jones az 1 yardos vonalnál földre vitte Dysont. Dyson ugyan utána betette a célterületre a labdát, de a touchdown már nem lehetett érvényes. A Rams ezzel megnyerte a találkozót.
| N | Idő  | Drive | Drive | Drive     | Csapat | Play leírása                                                                       | Pont | Pont   |
| N | Idő  | Play  | Yard  | Időtartam | Csapat | Play leírása                                                                       | Rams | Titans |
| - | ---- | ----- | ----- | --------- | ------ | ---------------------------------------------------------------------------------- | ---- | ------ |
| 1 | 3:00 | 6     | 54    | 2:48      | Rams   | Mezőnygól. Jeff Wilkins 27 yardról.                                                | 3    | 0      |
|   |      |       |       |           |        |                                                                                    |      |        |
| 2 | 4:16 | 11    | 73    | 5:13      | Rams   | Mezőnygól. Jeff Wilkins 29 yardról.                                                | 6    | 0      |
| 2 | 0:15 | 13    | 67    | 3:23      | Rams   | Mezőnygól. Jeff Wilkins 28 yardról.                                                | 9    | 0      |
|   |      |       |       |           |        |                                                                                    |      |        |
| 3 | 7:20 | 8     | 68    | 3:59      | Rams   | Touchdown. Torry Holt 28 yardos átadás Kurt Warnertól. Jeff Wilkins jutalomrúgás.  | 16   | 0      |
| 3 | 0:14 | 12    | 66    | 7:06      | Titans | Touchdown. Eddie George 1 yardos futás. A kétpontos kísérlet rossz.                | 16   | 6      |
|   |      |       |       |           |        |                                                                                    |      |        |
| 4 | 7:21 | 13    | 79    | 7:15      | Titans | Touchdown. Eddie George 2 yardos futás. Al Del Greco jutalomrúgás.                 | 16   | 13     |
| 4 | 2:12 | 8     | 53    | 4:05      | Titans | Mezőnygól. Al Del Greco 43 yardról.                                                | 16   | 16     |
| 4 | 1:54 | 1     | 73    | 0:18      | Rams   | Touchdown. Isaac Bruce 73 yardos átadás Kurt Warnertól. Jeff Wilkins jutalomrúgás. | 23   | 16     |